# Ernst Tugendhat
Ernst Tugendhat (ur. 8 marca 1930, zm. 13 marca 2023) – niemiecki filozof pochodzenia żydowskiego. Jest uważany za jednego z pierwszych myślicieli, który w swoich pracach używał metod filozofii analitycznej do rozpatrywania zagadnień ontologicznych.

## Życiorys
Urodzony w Brnie, w zamożnej rodzinie żydowskiej, będącej właścicielami znanego domu projektu Ludwiga Miesa van der Rohe. W roku 1938 cała rodzina emigrowała z Czechosłowacji do St. Gallen (Szwajcaria), aby w 1941 przenieść się dalej do Caracas w Wenezueli. Pierwszy raz zainteresował się problemami filozoficznymi w wieku piętnastu lat, kiedy jego matka podarowała mu egzemplarz Bycia i czasu Heideggera; niedługo później ciotka udostępniła mu własne notatki z seminariów prowadzonych osobiście przez autora.
Tugendhat studiował od 1944 do 1949 sztuki klasyczne w Stanfordzie, po czym doktoryzował się na Uniwersytecie we Fryburgu, obroniwszy pracę poświęconą Arystotelesowi. W tym właśnie czasie, pod wpływem zajęć prowadzonych przez Heideggera, razem z Hansem-Georgiem Gadamerem, Rüdigerem Hubnerem i Michaelem Theunissenem został jednym z najbardziej twórczych kontynuatorów myśli mistrza. W przeciwieństwie jednak do swoich towarzyszy nie był całkowicie wierny jego poglądom, m.in. ostro krytykując głoszoną przez niego koncepcję prawdy. Z powodu zaistniałych różnic zwrócił się ku filozofii analitycznej, która miała być źródłem narzędzi umożliwiających odpowiedź na nurtujące go pytania. W latach 1956–1958 kontynuował pracę naukową na Westfalskim Uniwersytecie Wilhelma. Od tego czasu aż do 1964 pracował jako adiunkt na Wydziale Filozofii Uniwersytetu w Tybindze, gdzie otrzymał habilitację (1966) za analizę pojęcia prawdy u Husserla i Heideggera. Rok 1965 spędził dając wykłady na Uniwersytecie Michigan w Ann Arbor.
Niedługo potem otrzymał stanowisko profesora na Uniwersytecie w Heidelbergu (1966–1975), jednakże w ramach protestu przeciwko sytuacji na niemieckich uczelniach w latach 70. oddał je i przeniósł się do Starnberg, gdzie wówczas przebywał też Jürgen Habermas. W 1980 ostatecznie przeprowadził się do Berlina, podejmując pracę jako profesor filozofii na Wolnym Uniwersytecie. Otrzymał zaproszenie do wygłoszenia serii odczytów na Uniwersytecie Oksfordzkim w ramach prestiżowego cyklu John Locke lectures, jednak musiał zrezygnować z tego zaszczytu przez zły stan zdrowia. Tugendhat przeszedł na emeryturę w 1992, jednak nadal podejmował się prowadzenia wykładów jako profesor wizytujący na Papieskim Uniwersytecie Katolickim w Santiago (1992–1996) oraz na praskim Uniwersytecie Karola (1997–1998). W roku 1996 był ponadto pracownikiem naukowym Instytutu Nauk o Człowieku w Wiedniu. Otrzymywał liczne wyróżnienia, łącznie z Nagrodą Mistrza Eckharta (2006) za głęboki wpływ na kulturę niemiecką.

### Dzieła Tugendhata
- 1958: Ti kata tinos. Alber Karl. ISBN 3-495-48080-3.
- 1970: „The Meaning of ‘Bedeutung’ in Frege” (Analysis 30, pp 177–189)
- 1975: Vorlesungen zur Einführung in die sprachanalytische Philosophie. Suhrkamp Verlag KG. ISBN 3-518-27645-X.
- 1979: Selbstbewußtsein und Selbstbestimmung. Frankfurt: Suhrkamp. ISBN 3-518-27821-5.
- Ernst Tugendhat, Probleme der Ethik, Stuttgart: Reclam Philipp Jun, 1984, ISBN 3-15-008250-1, OCLC 18281351. Brak numerów stron w książce
- Ernst Tugendhat, Philosophische Aufsätze, Frankfurt am Main: Suhrkamp Verlag, 1992, ISBN 3-518-28617-X, OCLC 830172943. Brak numerów stron w książce
- 1992: Ethics and Politics
- 1993: Vorlesungen über Ethik. Suhrkamp Verlag. ISBN 3-518-28700-1.
- 1995: „The Moral Dilemma in the Rescue of Refugees” (Social research 62:1)
- 2000: „Zeit und Sein in Heideggers Sein und Zeit” (Sats: Nordic Journal of Philosophy 1.1)
- Ernst Tugendhat, Egozentrizität und Mystik. Eine anthropologische Studie, München: C.H. Beck, 2003, ISBN 978-3-406-51049-6, OCLC 52944314. Brak numerów stron w książce
- 2007: Anthropologie statt Metaphysik. C.H. Beck. ISBN 978-3-406-55678-4.

### Dostępne w języku polskim
- Liberalizm, wolność i zagadnienie ekonomicznych praw człowieka/Bezradność filozofów wobec dzisiejszych trudności moralnych; tł. Czesław Porębski, Kraków: Goethe-Institut, 1993.
- Rozprawy filozoficzne; tł. Janusz Sidorek, Warszawa: Oficyna Naukowa, 1999. ISBN 83-85505-90-3.
- Bycie, prawda: rozprawy filozoficzne; tł. Janusz Sidorek, Warszawa: Oficyna Naukowa, 1999. ISBN 83-85505-90-3.
- Wykłady o etyce; tł. Janusz Sidorek, Warszawa: Oficyna Naukowa, 2004. ISBN 83-88164-84-8.

### Prace poświęcone Tugenhatowi
- Barth, Hans-Martin. „Egozentrizität, Mystik und christlicher Glaube: Eine Auseinandersetzung mit Ernst Tugendhat” (Neue Zeitschrift für Systematische Theologie und Religionsphilosophie 46:4 (2004), pp 467–482)
- Bowie, Andrew. „Ernst Tugendhat, Philosophische Aufsätze” (European Journal of Philosophy 2/3 (1994), pp 345–351)
- Zabala, Santiago , The Hermeneutic Nature of Analytic Philosophy. A Study of Ernst Tugendhat, New York: Columbia University Press, 2008.